# アトリエ・ド・モンルージュ
アトリエ・ド・モンルージュ（Atelier de Montrouge）はフランスの建築設計工房。モンルージュ市デティエンヌ＝ドルヴ通り32番地に拠点を置く。ジャン・ルノディー、ピエール・リブーレ、ジェラール・テュルノエおよびジャン＝ルイ・ヴェレによって1958年11月に設立。1981年まで活動。
慣用的な呼称であり、正式にはアルファベット順に全員の名前を冠する「ルノディー、リブーレ、テュルノエおよびヴェレ建築アトリエ（1968年以降はルノディーの名前を除く）」であった。初期の諸プロジェクトを理由に1965年建築研究サークル賞を、そしてその仕事全体を理由に1981年国民建築大賞を受賞。

## 活動の軌跡
エコール・ナシオナル・スュペリウール・デ・ボザールにおいてジョルジュ・グロモールとルイ・アレシュ、さらにまたジャン・ヴァール、モーリス・メルロー＝ポンティ、美術史家ピエール・フランカステルの薫陶を受けたのち、リブーレ、テュルノエそしてヴェレは、1950年代初頭にモロッコの都市計画にたずさわるという共通の経験と、それに続いてCIAM（近代建築国際会議）に参加したことによって人生を決定づけられる。1952年に学位を取得してから、彼らは大建築家の事務所に協力し始める。ヴェレはル・コルビュジエとともに特にアーメダバードで働き、またリブーレとテュルノエは建設工業化アトリエ（ATIC）においてジャン・プルーヴェと、特に エマウスのためのアルジャントゥイユにおける190戸の緊急住居計画に協力する。彼らは1956年にジャン・ルノディーと出会い、1958年に協同アトリエを創設することを四人で決定する。
時代背景のなかで、同アトリエはなによりもまずその協同組合的原則によって抜きん出ているが、これは当時は傍流の開業様式（職能行使様式）だった。メンバー建築家たちにとって、この選択は、共有、集団的な省察・熟考、さらには多分野横断的協働への門戸開放の意志に対応している。彼らはそこに、狭隘あるいは体系的な思考のなかに閉じこもることを避け、そのようにして、理論やモデルを刷新するような特別なアプローチを出現させる手段を見出す。あきらかに、このような立ち位置が彼らの実践を方向付けている。アトリエの第一期（四人時代、1958-68）のあいだは、メンバー建築家たちは集合住宅や都市再開発の大規模事業には参加せず、住環境の問題を考え直すために、別のいくつかの路線を探求する。省察・熟考のさい多くの異なる規模（オブジェから国土まで）を連接することに関心をもって、彼らは非常に多様なプログラムにかんして、都市計画の分野と建築プロジェクトの分野に同等に熱意を傾注する。彼らの初期の実現作は、プログラムの性質、その構築的真実、そして利用・居住する人々の生活様式をその都度反映しつつ、建築に現代的表現を与えるために近代運動の諸理念を延長することについての彼らの能力を示すものになっている。他方で、1959年以来ルーアン、ヴァール県さらにはパリ周縁部にて展開された彼らの都市計画スタディは、集合住宅スタディと同様に、彼らの行動指針を明らかにするものになっている。建物が建てられるコンテクストの社会的現実を考慮に入れ、伝統的住環境の諸事例から創作上の霊感を受けつつ、この行動指針は、複雑、動的で、住民のための新しい特質を内に秘めているような都市の形態あるいは繊維状組織を提案するために、アテネ憲章の諸原則を検討し直すのである。
1960年代末以降、同アトリエのとる立場ははっきりと表明される。政治参加する知識人として、いちはやく「住への権利」を「都市への権利」に結合しながら、四人の建築家たちは、都市および建築家の職能の政治的次元についての、（とくに建築研究サークルによって組織された）当時の討論に参加し、アトリエ内部の熱を帯びた議論も続ける。ヴォードルイユ（現ヴァル＝ド＝ルイユ）のプロジェクトを機に表面化した見解の不一致は、68年五月革命の出来事も加わり、ジャン・ルノディーの退所につながる。他の三人は多種多様な思索グループにこれ以降より一層関与しながら冒険を続けることになるだろう。こうして、テュルノエは複数の省庁にまたがる委員会に参加することになるものの（ミッション・バス＝セーヌ、など）、リブーレとヴェレは1969年に領域横断的なグループ「環境M68」を設立する。その目的は社会的住宅についての白書の編纂である。彼らはつづいて、1970年にアンリ・ルフェーヴルとアナトール・コップによって始動させられた雑誌「空間と社会（Espaces et sociétés）」の創刊に参加する。
アトリエの第二期（三人時代、1968-81）を通して、その仕事全体は、これらの個人的なアンガジュマンから養分を得ている。それはまた、新都市と総合施設、建設の工業化、国土整備と都市再開発のような、当時の新たな問題群に具体的に答えるプロジェクトとともに、成熟のしるしの下に位置づけられる。ヴォードルイユのスタディは、その実現の責を担う多分野横断的ミッションの枠組みのなかで展開され、メンバー建築家たちに、都市創造に関連することについての自分たちの理論的意図を正確に伝えることを可能にするが、結局実現作を生むにはいたらない。この時期全体を通して遍在する、可能性の豊かさに充ちたこのスタディ以外では、アトリエは、その実施が数年がかりになるような拡がりをもつプロジェクトのいくつかを創案し、かつ、実現させる。とくに、イストル（教育文化センター «明るい時間»、1970-77）とマルヌ＝ラ＝ヴァレ（ラルシュ・ゲドンの街区、1973-83）の場合がそうであって、そこでは（教育、スポーツ、リクリエーションそして社会・福祉の）諸施設の多様なプログラムが混和・溶融している。サン＝カンタン＝アン＝イヴリーヌの公園地区（1975-80、ヴェレとテュルノエによって実現）の場合も同様である。これらのプロジェクトに沿って、アトリエは、いくつもの考え、とくに、柔軟で進展性があり、思い通りに変更可能な建築による生活枠組みの創造への住民参加を可能にするという考えを深化させながら、自らの歩み方・行動指針を富ませる。これらの実現作のときにも、また、これほどまでは複雑でないプログラムに対応する実現作（オルレアンのEDF情報センター、トルビヤックの女子寮あるいはカタロニア研究センターのような）のときにも、アトリエは、英雄的行為と平凡さのあいだにあって、現在の時間のなかに刻み込まれるような建築的表現の探求を続ける。結局のところ、カプ・フェレ(UPA4, 1971-72)やイストル（都心部の拡張、1972-77）あるいはパリ（ラ・ヴィレット、1976-77）のような都市計画スタディによって、アトリエ・ド・モンルージュは、社会ぜんたいの生活条件をいまからただちに改善しながら未来を計画するという、自らの意志をあらためて明言してみせているといえる。
アトリエは1982年1月1日にその扉を閉める。各人はそれぞれ建築家としての経歴を続ける。
1. ↑  1952年のシグツナ準備会議、1953年のエクス＝アン＝プロヴァンスCIAM9にCIAM-Parisグループとともに寄与

## 主要な計画と実現作
- 1959-1965 : メルリエのヴァカンス村、ラマテュエル（ヴァール県）、ルイ・アレシュとの協働 : 35の休暇滞在用の家

- 1960-1964 : 県立託児所、モンルージュ(オー＝ド＝セーヌ県)

- 1960-1968 : 消防士官舎、モンルージュ(オー＝ド＝セーヌ県)

- 1961-1963（および1969-1974） : EDF（フランス電力公社）イシ＝レ＝ムーリノー営業所(オー＝ド＝セーヌ県)、部分的な取り壊し中

- 1961-1973 : ヌアクショットの病院, モーリタニア

- 1962-1966 : 子供のための図書館 «本による喜び»、クラマール (オー＝ド＝セーヌ県)1993年にISMH歴史的モニュメント登録

- 1963-1967 : EDF職員住宅、イヴリ＝スュル＝セーヌ（ヴァル＝ド＝マルヌ県）

- 1963-1968 : EDF情報センター、オルレアン＝ラ・スルス （ロワレ県）

- 1964 : ジガロのヴァカンス村計画、ラ・クロワ＝ヴァルメール（ヴァール県）、実現されず

- 1964-1965 : 集住の計画 (5000戸の住宅)、フラン＝モワザン、サン＝ドニ（セーヌ＝サン＝ドニ県）のスラムの解消のために。実現されず

- 1965 : 屋外活動センター、エグリ（エソンヌ県）

- 1967-1979 : ヴォードルイユ（現ヴァル＝ド＝ルイユ、ウール県）の新市街。全体プランと文化・行政センター。結局実現しない

- 1969-1974 : 女子寮 (300室)、トルビヤック通り234番地、パリ13区

- 1970-1976 : 教育文化センター «明るい時間»、イストル（ブーシュ＝デュ＝ローヌ県）、アンリ・フォール＝ラドレーが現場を担当。総合施設。中学校、アトリエ、図書館、劇場と展示会場、レストラン、体育館、プール、みんなの家、ヴァカンス家庭会館からなる（二十世紀遺産ラベル）

- 1972-1978 : カタロニア研究センター、パリ3区

- 1972-1980 : EDF研修センター、レ・ミュロー(イヴリーヌ県)

- 1973-1983 : アルシュ・ゲドン・ド・トルシーの街区、マルヌ＝ラ＝ヴァレ（セーヌ＝エ＝マルヌ県）、集合住宅と総合施設のアンサンブル。自由時間会館、図書館、学校施設群、体育館、プール、若年労働者寮、レストラン、屋根つき市場からなる

- 1975-1976 : ラ・フー・ダロスの岩山のレジデンス (アルプ＝ド＝オート＝プロヴァンス県)

- 1975-1980 : カルティエ・デュ・パルクの都市計画、ギヤンクール、サン＝カンタン＝アン＝イヴリーヌ（ヴェレによる85戸と40戸の集住と学校施設群、およびテュルノエによるSCICのための131戸の集合社会住宅

## 文献
- Catherine Blain, L'Atelier de Montrouge, la modernité à l'oeuvre (1958-1981), Arles, Ed. Actes Sud-Cité de l'architecture et du patrimoine, 2008, 312 p. ; catalogue de l'exposition présentée à la Cité de l'architecture et du patrimoine (20 mars - 11 mai 2008), avec les contributions de Joseph Abram, Xavier Douroux, Serge Moscovici, Danièle Voldman et Dominique Delaunay（ラ・シテ・ド・シャイヨーの建築と文化遺産のシテにて2008年3月20日から5月11日まで開催の展覧会のカタログ）.
- Catherine Blain, René Borruey, « Le centre éducatif et culturel Les Heures Claires d’Istres : un éclat d’utopie dans la région marseillaise », Histoire urbaine, n° 20 : villes nouvelles et grands ensembles II, décembre 2007, p. 101-124.
- Gérard Thurnauer, Geneviève Patte, Catherine Blain, Lecture-Architecture. La bibliothèque pour enfants de Clamart, Paris, Ed. Gallimard, 2006, 184 p. [prix du livre d’architecture 2006].
- Catherine Blain, « Du droit à l’habitat au droit à la ville. L’héritage CIAM de l’Atelier de Montrouge » et « Gérard Thurnauer et le groupe CIAM-Paris » in Bonillo, Massu, Pinson (dir.), La modernité critique. Autour du CIAM 9 d’Aix-en-Provence, Marseille, Ed. Imbernon, 2006, pp. 218-231 et pp. 273-284.
- Catherine Blain, « Val de Reuil, ville pilote pour l’environnement », Etudes normandes, n° 2, 2004, pp. 64-77.
- Catherine Blain, « L'atelier de Montrouge et le Vaudreuil », Ethnologie française, n° 1, janvier-mars 2003 : La mémoire des villes nouvelles, pp. 41-50.
- Catherine Blain, « Référence. Atelier de Montrouge. Les tours EDF d’Ivry (1963-1967). Un prototype d’habitat urbain », AMC n° 137, oct. 2003, pp. 80-85.
- Catherine BLAIN, L'Atelier de Montrouge (1958-1981); prolégomènes à une autre modernité, thèse de Doctorat de l'Université Paris 8, discipline: aménagement et urbanisme, mention Projet architectural et urbain (sous la dir. de J.-L. Cohen), décembre 2001, Paris, 2 tomes, 437 pages (texte)+ 689 p. (catalogue raisonné).
- Catherine Blain, « Un atelier à Montrouge », Colonnes, n°16-17 : atelier de Montrouge(inventaire du fond d'archives), Paris, IFA, sept. 2001, pp. 14-19.
- Pascale Dejean, Stéphanie Mechine, « Une communauté d'idées pour une architecture engagée. L'Atelier de Montrouge, première période (1958-1968) », Faces journal d'architectures, n° 46, 1999
- Catherine Blain, « L'habitat en projet : réponses de l'Atelier de Montrouge (1959-1965) », EAV, la revue de l'École d'architecture de Versailles, n° 5, 1999-2000, janvier 2000, pp. 28-39.
- Stéphanie Mechine, L'Atelier de Montrouge 1958-1968, Mémoire de maîtrise en Histoire de l'Art, sous la dir. Gérard Monnier, Université Paris 1, Paris, 1992.

et aussi:
- Christian Devillers, « Les derniers puritains », AMC, n°11, avril 1986, pp. 118-127.
- François Chaslin, « L'atelier des trois mousquetaires  : l'atelier de Montrouge, Grand Prix national d’architecture », Le Moniteur des TPB, suppl. au n° 6, février 1982, pp. 26-31.

同アトリエのアーカイヴ全体が国家に寄贈され、以下のサイトで閲覧可能である：Institut Français d'Architecture。